# Casa Emili Sala Cortès
La Casa Emili Sala Cortès és un edifici de la Ronda del Carril del municipi de la Garriga (Vallès Oriental) inclòs en l'Inventari del Patrimoni Arquitectònic de Catalunya.

## Descripció
Habitatge unifamiliar aïllat. Consta de soterrani, planta baixa i pis. Façanes estucades. A la façana de la Ronda hi ha dues finestres seriades, les divisòries són pilastres coronades per un capitell compost. Les obertures de la resta de façanes estan encerclades amb esgrafiats geomètrics florals. Les cantonades també estan esgrafiades amb motius vegetals. És de destacar el capçal amb formes sinuoses amb volutes els extrems, les de la biga carenera limiten una espadanya composta per dues columnes de capitell composts.